# Wäsenberg
Wäsenberg var en svensk adelsätt, adlad 1660 och introducerad samma år på nummer  672. Utdöd 1762.

## Släkttavla
1. Knut Wäsenberg.
  1. Johan Wäsenberg, adlad Wäsenberg. Tjänade sig upp ifrån underofficer med beröm och ära i det tyska och de två krig mot Danmark, det Torstensonska kriget 1644 och Karl X Gustavs första danska krig 1656 samt hade därunder blivit kväst och sårad ävensom varit fången'. Kommendant i Laholm 1657. Överstelöjtnant och kommendant i Marstrand 1660-08-31. Adlad samma år 25 september och introducerad samma år under nr 672). Åter kommendant i Marstrand 1669-12-10. Död 1672 före 24/10 och begraven i Lugnås kyrka,  Skaraborgs län, där hans epitafium funnits. Gift 2 Gift med Anna N. N., som levde änka 1676, bosatt i Vilske härad Skaraborgs län, men var troligen död 1677.
    1. Ingrid, levde 1679. Gift (1:o?) med fältskären vid Västgötadals regemente Ludvig Wijsenhoff, född 1636, begraven 1673-12-07 i Kristine kyrka i Göteborg.
    2. Knut. Studerade fortifikation utomlands. Löjtnant vid Västgötadals regemente 1670-06-27. Död 1676-12-00. Gift före 1672 med Beata Rosendufva i hennes 2:a gifte (gift 1:o med löjtnanten Anders Storck. Gift 3:o före 1679 med kaptenlöjtnanten Gudmund Gyllenhaal, född 1643, död 1701), död 1725-03-17, dotter av landshövdingen Carl Siggesson Rosendufva, och Ingeborg Ribbing.
    3. Johan till Torrvalla i Sörby socken och Rosenskog i Götene socken (båda i Skaraborgs län), vilka han erhöll genom sitt gifte. Född 1651-11-18. Konstapel vid artilleriet i Marstrand 1667. Avsked 1674-07-07. Sist ryttmästare vid Tavastehus och Nylands kavalleriregemente2. Död 1684-04-01 och begraven i Sörby kyrka, där hans vapen uppsattes.2 Gift med sin broders svägerska Anna Rosendufva, född 1646, död 1708 på Torrvalla och begraven s. å. 3/11, dotter av landshövdingen Carl Siggesson Rosendufva, och Ingeborg Ribbing.
      1. Anna Christina, till Torrvalla. Född 1680, död 1748-11-18 på Svaneby (nu Svenneby) i Svenneby socken, Skaraborgs län. Gift 1699-04-23 i Gökhems socken, Skaraborgs län, med ryttmästaren Sven Hierta, i hans 2:a gifte, född 1661, död 1737.

    4. Magnus. Kornett (vid Västgöta kavalleriregemente ?). Död 1691-04-17 Torpelund. Gift med Märta Lilliebielke (?i hennes 1:a gifte, gift 2:o 1697-07-03 i Horns socken, Skaraborgs län, med sventjänaren Sven Andersson i Mölltorp), sannolikt dotter av kaptenen Nils Lilliebielke, nr 273, och hans 2:a fru Christina Lenck.
      1. Carl, född 1680. Korpral vid Västgöta kavalleriregemente. Död barnlös 1762-05-14 i Östra Ljungby socken, Kristianstads län och slöt ätten på svärdssidan. Gift 1732-07-24 i Örkelljunga socken, Kristianstads län med Catharina Maria Uttermarck, född 1695, död 1775-04-05 i Östra Ljungby prästgård.
      2. En dotter, född 1684 mellan 4/4 och 26/7, död före 1685-06-22.
      3. Knut, född 1688 i Västergötland. Volontär vid Västerbottens regemente 1701. Avsked 1704. Korpral vid livdragonreg: död 1706-03-15. Underofficer därst. 1707. Fången vid Poltava 1709-06-28. Rymde och hemkom 1713. Furir vid Upplands stånddragonregemente s. å. 14/5. Fältväbel därst. 1715-09-00. Kornett 1717-10-25. Löjtnant 1718-09-13. Avsked 1721-04-14. Kaptens karaktär s. å. 12/12. Död 1757-12-20 i Högsäters socken, Älvsborgs län. Gift 1721-06-11 Stigen
      4. ?Annika, död 1714. Gift med Bengt Hillesköld, i hans 1:a gifte, född 1685, död 1722.

    5. Anna Catharina, död före 1725. Gift efter 1679 men före 1685 med kaptenen Mattias Kjellgren, adlad Leijongren, död 1706.